# Alexandra Louis
Pour les articles homonymes, voir Louis.
Alexandra Louis, née le 17 septembre 1983 à Grenoble (Isère), est une avocate et femme politique française. Elle est élue députée de la 3e circonscription des Bouches-du-Rhône lors des élections législatives de 2017. En 2021, elle quitte La République en marche (LREM) et rejoint Agir.
En octobre 2022, elle est nommée déléguée interministérielle à l’aide aux victimes.

## Biographie
Alexandra Louis est née, d'une famille d'origine corse et provençale qui a dû quitter Marseille pour trouver ailleurs des perspectives professionnelles. Sa mère est auxiliaire de puériculture et son père, ancien marin-pompier, est agent de sécurité. Elle partage sa jeunesse entre Grenoble et Marseille.
Elle suit des études de droit à l'université d'Aix-Marseille, où elle obtient un master en droit des affaires en 2008, puis un M2 en droit des activités et professions artistiques. En 2012, elle obtient un certificat de sciences criminelles à l'université d'Assas.
Alexandra Louis est avocate au barreau de Marseille en droit du travail, droit pénal et droit des mineurs.

## Parcours politique
Alexandra Louis est élue députée de la 3e circonscription des Bouches-du-Rhône sous l'étiquette de La République en marche avec 52 % des voix au second tour des élections législatives de 2017, face au maire FN du septième secteur de Marseille, Stéphane Ravier.

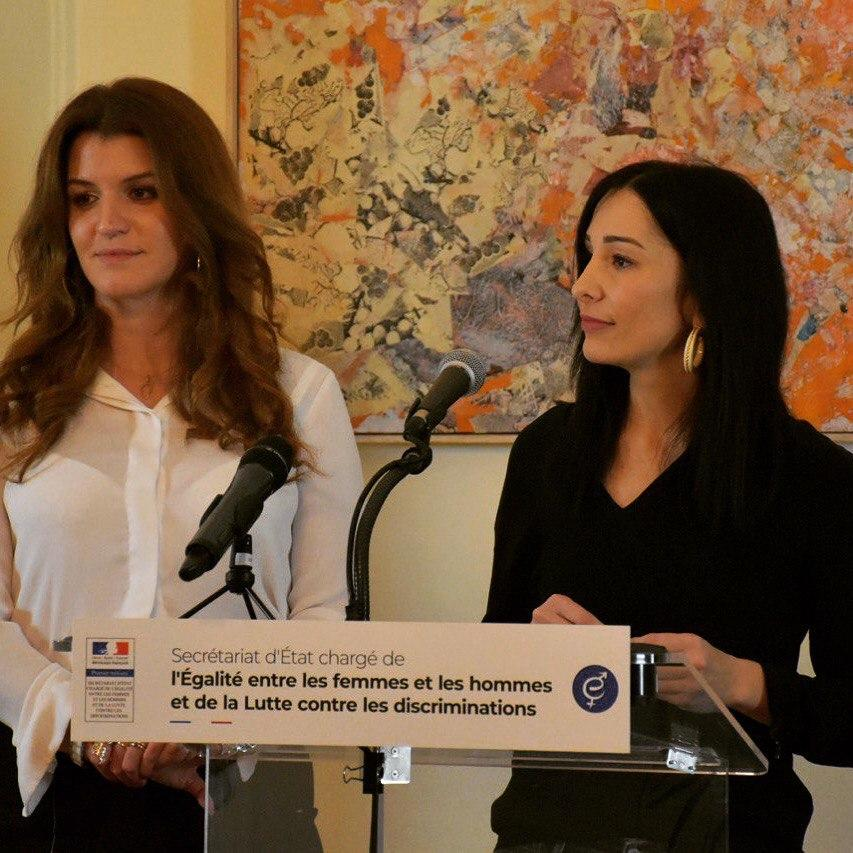
Remise de la lettre de mission d'Alexandra Louis par Marlène Schiappa le 27 janvier 2020.

À l'Assemblée nationale, elle siège à la commission des Lois. En 2018, Alexandra Louis est nommée rapporteur de la loi sur les violences sexistes et sexuelles (dite loi Schiappa). Elle obtient sur ce projet de loi un accord conclusif avec le Sénat en commission mixte paritaire. Une mission d'évaluation de la loi lui sera confiée en 2019.
Depuis le début de son mandat, Alexandra Louis est engagée contre l’habitat indigne et les marchands de sommeil à Marseille. Elle remet au ministre Jacques Mézard en juin 2018 un rapport alarmant sur la situation du parc Corot où elle se rend régulièrement. Après l'effondrement des immeubles rue d'Aubagne à Marseille le 5 novembre 2018, elle critique la gestion de l'habitat dégradé par la ville de Marseille. La tour A du Parc Corot est finalement évacuée en décembre 2019 et murée en janvier. Elle remet en février 2019 une note au ministre de la Ville Julien Denormandie demandant un plan d'urgence pour la cité des Rosiers à Marseille. La députée est associée par le Premier ministre, Édouard Philippe, à la mission gouvernementale de lutte contre l'habitat indigne dirigée par son collègue Guillaume Vuilletet,.
Le 6 juillet 2021, elle quitte le groupe La République en marche et rejoint le groupe Agir ensemble. Aux élections législatives de juin 2022, elle est battue au premier tour dans la 3e circonscription des Bouches-du-Rhône, en terminant troisième avec 21,87% des voix derrière les candidats Mohamed Bensaada (Nupes) et Gisèle Lelouis (RN).
Le 12 octobre 2022, le Conseil des ministres la nomme déléguée interministérielle à l’aide aux victimes, à compter du 31 octobre 2022, en remplacement de Frédérique Calandra.